# Acetohalobium
Acetohalobium è un genere di batterio appartenente alla famiglia delle Halobacteroidaceae.